# Брейді Тауншип (округ Клірфілд, Пенсільванія)
Брейді Тауншип (англ. Brady Township) — селище (англ. township) в США, в окрузі Клірфілд штату Пенсільванія. Населення — 1936 осіб (2020).

## Демографія
Згідно з переписом 2010 року, у селищі мешкало 2000 осіб у 768 домогосподарствах у складі 573 родин. Було 854 помешкання
Расовий склад населення:
| - 98,4 % — білих - 0,5 % — чорних або афроамериканців - 0,3 % — азіатів |

До двох чи більше рас належало 0,8 %. Частка іспаномовних становила 0,9 % від усіх жителів.
За віковим діапазоном населення розподілялося таким чином: 24,0 % — особи молодші 18 років, 61,2 % — особи у віці 18—64 років, 14,8 % — особи у віці 65 років та старші. Медіана віку мешканця становила 43,0 року. На 100 осіб жіночої статі у селищі припадало 103,7 чоловіків;  на 100 жінок у віці від 18 років та старших — 101,1 чоловіків також старших 18 років.
Середній дохід на одне домашнє господарство  становив 57 176 доларів США (медіана — 43 417), а середній дохід на одну сім'ю — 64 297 доларів (медіана — 50 156). Медіана доходів становила 42 768 доларів для чоловіків та 24 474 долари для жінок. За межею бідності перебувало 22,5 % осіб, у тому числі 35,4 % дітей у віці до 18 років та 7,1 % осіб у віці 65 років та старших.
Цивільне працевлаштоване населення становило 926 осіб. Основні галузі зайнятості: освіта, охорона здоров'я та соціальна допомога — 21,6 %, виробництво — 13,6 %, будівництво — 11,3 %.